# Dollberge
Die Dollberge, die im nördlichen Saarland und insbesondere im an dieses angrenzenden Rheinland-Pfalz liegen, sind ein südöstlicher und bis 707,4 m ü. NHN hoher Teil des Schwarzwälder Hochwalds, der wiederum Teil des Hunsrücks ist.

## Geographie

### Lage
Als von Südost nach Nordwest verlaufender und recht langgezogener Bergzug erstrecken sich die Dollberge im Naturpark Saar-Hunsrück etwa von Nonnweiler (Saarland) nach Börfink (Rheinland-Pfalz). Der südwestliche Zipfel der Dollberge liegt im nördlichen Saarland bei Nonnweiler; der größere Nordostteil des Bergrückens befindet sich daran anschließend in Rheinland-Pfalz.
Durch Teile der Dollberge führt der Saar-Hunsrück-Steig.

### Naturräumliche Zuordnung
Die Dollberge gehören in der naturräumlichen Haupteinheitengruppe Hunsrück (Nr. 24), in der Haupteinheit Hoch- und Idarwald (242) und in der Untereinheit Schwarzwälder Hochwald (242.0) zum Naturraum Dollberge und Herrsteiner Forst (242.02). Die Landschaft fällt nach Südwesten in die Untereinheit Züscher Hochmulde (242.1) ab, nach Westen in den Naturraum Malborner Hochwald (242.01), nach Norden die in zur Haupteinheit Simmerner Mulde (241) zählende Untereinheit Kempfelder Hochmulde (241.2) und nach Nordosten in die Untereinheit Idar-Soon-Pforte (241.1). Nach Osten fällt sie in den zur Untereinheit Idarvorberge (194.0) gehörenden Naturraum Leiseler-Hochwald-Vorstufe (194.03) ab und nach Südosten in die Untereinheit Prims-Traun-Senke (194.7); sie zählen zur Haupteinheit Prims-Nahe-Bergland (Oberes Nahebergland; 194).

### Berge
Zu den Erhebungen der Dollberge gehören – sortiert nach Höhe in Meter (m) über Normalnull (NHN):
- Friedrichskopf (707,4 m), südlich von Börfink auf der Gemarkung Brücken, Rheinland-Pfalz
- Dollberg (695,4 m), südöstlich von Neuhütten, der höchste Berg des Saarlandes
- Vorkastell (626 m) (Bergsporn und Burgruine), südöstlich von Börfink, Rheinland-Pfalz

### Gewässer
Zwischen den Dollbergen und dem Schwarzwälder Hochwald befindet sich die von der Prims durchflossene Primstalsperre, in die der am Friedrichskopf entspringende Allbach (Altbach) mündet. Nordöstlich vorbei an den Dollbergen fließt der Traunbach.

## Ringwall von Otzenhausen
Im Bereich des Südwestausläufers der Dollberge befindet sich zwischen Nonnweiler und dem Dollberg der Ringwall von Otzenhausen, im Volksmund Hunnenring genannt, war eine keltische Fliehburg (Oppidum).

## Alte Grenzen

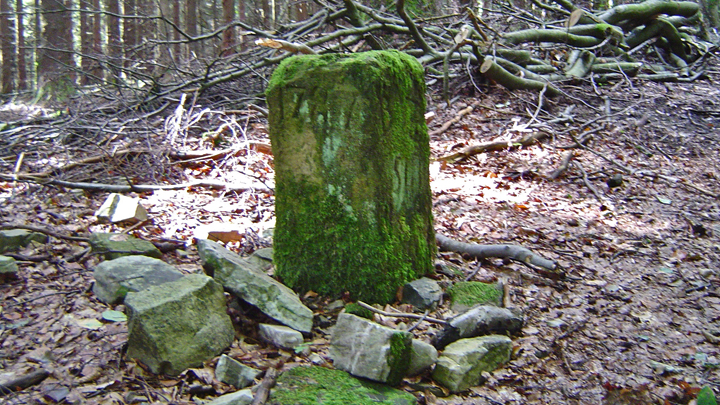
Grenzstein auf dem Dollberg

Folgt man vom Ringwall über die Dollberghöhenschneise, entlang des Saar-Hunsrück-Steigs, fallen einem markante Grenzsteine auf. Diese markieren die ehemalige Grenze der preußischen Rheinprovinz und des oldenburgischen Fürstentums Birkenfeld. Die Grenzsteine sind zum Teil stark mit Moos bewachsen.